# يان مور (مغني)
يان مور (بالإنجليزية: Ian Moor)‏ هو مغني بريطاني، ولد في 4 يناير 1974.

## وصلات خارجية
- يان مور على موقع ميوزك برينز (الإنجليزية)